# خردل سفید
خردل سفید (نام علمی: Sinapis alba) نام یک گونه از تیره شب‌بویان است.